# Haseena Moin
Haseena Moin (Kanpur, 20 de novembro de 1941 – Carachi, 26 de março de 2021) foi uma roteirista, escritora e dramaturga paquistanesa, nascida na Índia. Escreveu um grande número de roteiros e histórias para teatro, rádio e televisão, alguns dos quais ganharam reputação internacional. Foi premiada com o Pride of Performance por seu trabalho como roteirista de teatro, cinema e televisão no Paquistão. Ela escreveu o primeiro roteiro paquistanês original, Kiran Kahani, que foi transmitido pela rádio no início dos anos 1970. Moin é considerada a melhor dramaturga e roteirista da história do Paquistão.
Alguns dos dramas mais populares escritos por Moin incluem Ankahi, Tanhaiyaan, Kiran Kahani, Dhoop Kinaray, Aahat, Tio Urfi, Shehzori, Kohar, Des Pardes, Pal Do Pal, Aansoo, Kasak, Parchaiyan e Parosi. Outros trabalhos notáveis em sua longa lista incluem Mere Dard e Jo Zuban Milay, Kaisa Yeh Junoon, Dhundle Raaste, Shayad Ke Bahar Aaye, Mohim Joo, Tum Se Mil Kar, Bandish e Zer Zabar Paish. Coincidentemente, e apesar do sucesso de seu trabalho como roteirista, Moin nunca se aventurou em outros campos da literatura, como o romance ou o conto, ambos extremamente populares entre os leitores de ficção na língua urdu.
Escreveu todo tipo de histórias, de comédias como Shehzori, Tio Urfi, Tanhaiyaan (criando personagens famosas como Mamoo, Timmy e Moby em Ankahi), tragédias como Parchaiyaan, dramas românticos como Dhoop Kinaray, Ankahi, Kohar e dramas familiares como Aansoo.

## Carreira

### Televisão
Ela escreveu muitas obras de sucesso e famosas para a televisão, como Shehzori, Zeir Zabr Peish, Tio Urfi, Ankahi, Pal Do Pal e Tere Ajane Se. Seu trabalho Gurya, dirigido por Shirin Khan e estrelado por Manzoor Qureshi, Shahla Ahmad Bina, Azra Sherwani e Raju Jamil, ganhou um prêmio no Festival Global de TV em Tóquio para melhor roteiro e direção. Ela foi a escritora do primeiro drama colorido do Paquistão, chamado Parchaiyan, que apresentou um grande elenco e foi dirigido por Mohsin Ali.
Sua série dramática Dhoop Kinare foi ao ar em 1987 e foi famosa no Paquistão e na Índia. Mais tarde, uma nova versão do mesmo foi feita na Índia com o nome de Kuch Toh Log Kahenge e foi emitida entre 2011 e 2013. Foi reescrito pelo popular escritor indiano Kamlesh Pandey, que declarou que, ao refazer este trabalho, prestou homenagem a Hasina Moin. Ela escreveu uma peça na Índia chamada Tanha, que se tornou muito popular durante sua apresentação.Também escreveu uma peça para o canal Doordarshan chamada Kash-m-kash.

### Cinema
Moin foi a primeira mulher paquistanesa a escrever roteiros para filmes de Bollywood. Raj Kapoor contratou-a para escrever o roteiro de sua mais recente produção cinematográfica, Henna, lançada em 1991. Ela também queria contratar Shehnaz Sheikh para o papel principal, mas depois que a atriz recusou a oferta, Haseena Moin recomendou ao diretor O jovem Zeba Bakhtiar para estrelar o filme. O filme foi um blockbuster e foi incluído entre os indicados ao Oscar de melhor filme estrangeiro.

## Morte
Moin morreu em 26 de março de 2021 em Carachi devido a um câncer.